# Tulane Stadium
Tulane Stadium var en utomhusstadion som tillhörde Tulane University. Det var främst dedikerat till amerikansk fotboll och låg i New Orleans mellan 1926 och 1980. Det var egentligen den tredje Tulane Stadium. När den öppnades 1926 hade den en publikkapacitet på 35 000. Efter utbyggnader på slutet av 1930-talet till 1955 ökade kapaciteten till 80 985.
År 1935 introducerades Sugar Bowl, en match i college football som blev mycket framgångsrik. Då hade universitetet försökt förmå Rose Bowl att låta Tulane Universitys lag att få delta i den matchen i flera år. Framgångarna ledde till en större ombyggnad 1939 där kapaciteten ökade till 49 000 personer när en av kortsidorna fich läktare och gjorde läktaren hästskoformad. Sugar Bowl, vilket också kan utläsa som "sockerskålen" blev också ett av stadions smeknamn. Ett annat smeknamn var  "The Queen of Southern Stadiums", ungefär "Drottningen av Söderns arenor". 
År 1966 bildades New Orleans Saints, ett proffslag i amerikansk fotboll, och deras första hemmaplan blev Tulane Stadium i National Football League. De var kvar fram till 1973 och Tulane Stadium var värd för tre av de första nio Super Bowls, 1970, 1972 och 1975.
År 1975 öppnade den nya multiarenan Louisiana Superdome, som egentligen skulle öppnat i tid för Super Bowl IX, år 1975, men den var inte klar. Därefter var Tulane Stadiums öde förseglat.
År 1976 hölls en konsert med ZZ Top som slutade med upplopp, när åskådarna attackerade polisen. Det ledde till ett förbud mot konserter på Tulanes campus som även överfördes till Tulane Universitys stadion Yulman Stadium när den invigdes 2014. 